# Metapodoctis siamensis
Metapodoctis siamensis – gatunek kosarza z podrzędu Laniatores i rodziny Podoctidae.

## Występowanie
Gatunek endemiczny dla Tajlandii.